# Кордейру (район Ресіфі)
Кордейру (порт. Cordeiro) — район міста Ресіфі, штат Пернамбуку, Бразилія. Район межує з районами Торрі, Зумбі, Праду, Сан-Мартін, Торроенс, Енженью-ду-Мею і Іпутінга та відділений річкою Капібарібі від районів Посу-да-Панела і Сантана, його перетинає проспект Кашанга.

## Ресурси Інтеренту
- Мапа району

| Бразилія | Це незавершена стаття з географії Бразилії. Ви можете допомогти проєкту, виправивши або дописавши її. |